# Smeringurus grandis
Espèce
Synonymes
- Vaejovis grandis Williams, 1970

Smeringurus grandis est une espèce de scorpions de la famille des Vaejovidae.

## Distribution
Cette espèce est endémique de Basse-Californie au Mexique. Elle se rencontre de Puertecitos à Bahía de los Ángeles.

## Description
Le mâle holotype mesure 64,9 mm et la femelle paratype 76,0 mm.

## Systématique et taxinomie
Cette espèce a été décrite sous le protonyme Vaejovis grandis par Williams en 1970. Elle est placée dans le genre Paruroctonus par Williams en 1972 puis dans le genre Smeringurus par Stockwell en 1992.

## Publication originale
- Williams, 1970 : « Scorpion fauna of Baja California, Mexico: Eleven new species of Vejovis (Scorpionida: Vejovidae). » Proceedings of the California Academy of Sciences, sér. 4, vol. 37, p. 275-331 (texte intégral).